# Arkadi Bochkaryov
Pour les articles homonymes, voir Bochkaryov.
Arkadi Bochkaryov, en russe : Аркадий Андреевич Бочкарёв, né le 24 février 1931, à Moscou, dans la République socialiste fédérative soviétique de Russie, mort le 29 mars 1988, est un ancien joueur soviétique de basket-ball.

## Palmarès
- Finaliste des Jeux olympiques 1956
- 3e du championnat d'Europe 1955
- Champion d'Europe 1957
- Champion d'Europe 1959